# عرفان جم رتبه
عرفان جم رتبه (زاده ۱۷ شهریور ۱۳۶۴ - کنگان) کاپیتان سابق باشگاه فوتبال پارس‌جنوبی‌جم است که برای این باشگاه  ۱۷۰ بازی و ۹۳ گل به ثبت رساند و یکی از اسطوره های این تیم به شمار می آید .

## سوابق باشگاهی
پارس جنوبی جم
وی در سال ۱۳۸۶ به عضویت به باشگاه فوتبال پارس جنوبی جم درآمد و تا سال ۱۳۹۶ در همین تیم به بازی پرداخت وی در ۱۳۹۸ به عنوان مربی موقت پارس جنوبی انتخاب شد.